# Ritu Sarin
Ritu Sarin (née à New Delhi) est une réalisatrice, productrice de films indienne. Avec son époux Tenzin Sonam, ils dirigent leur propre entreprise cinématographique, White Crane Films (en).

## Bibliographie

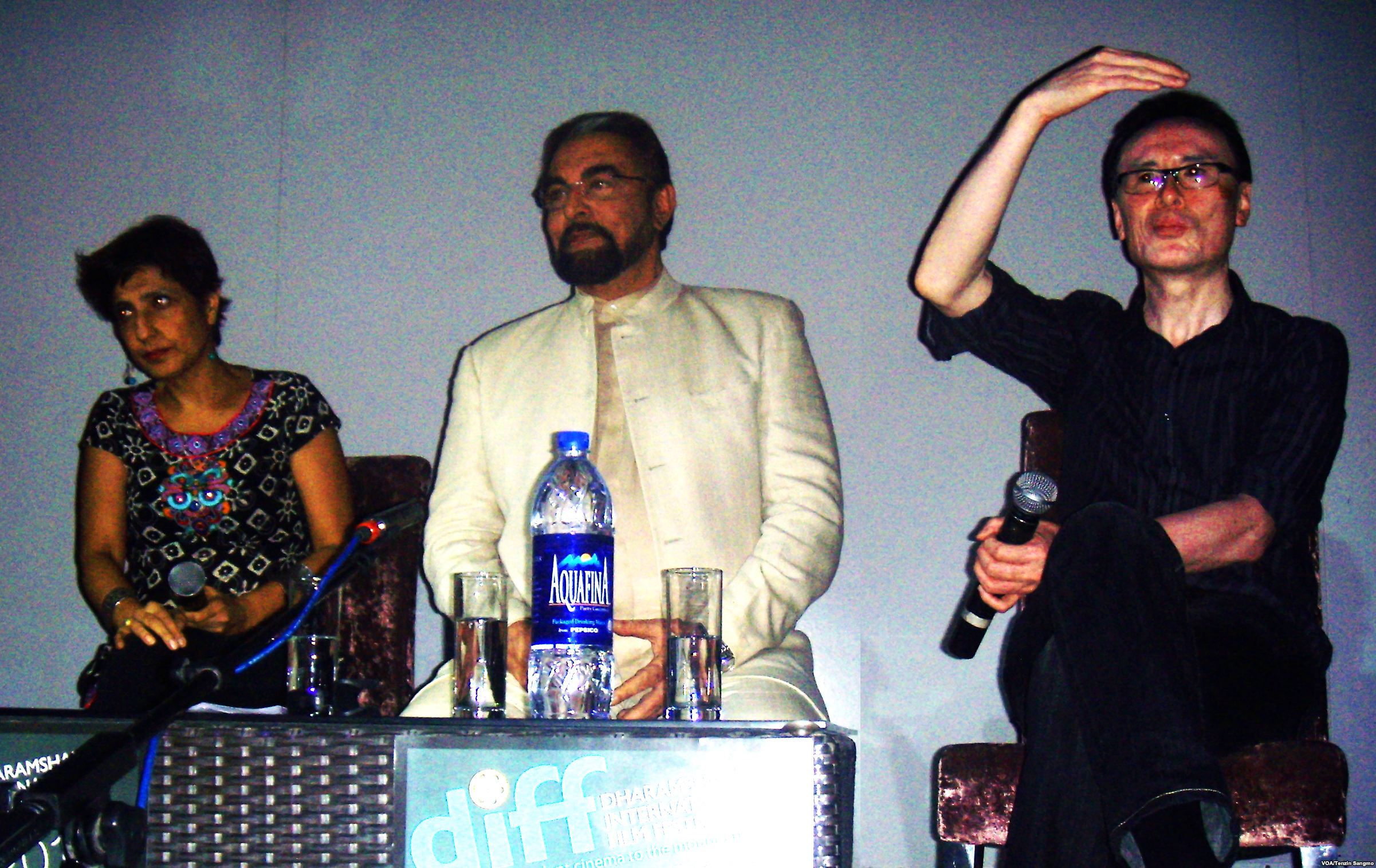
Ritu Sarin, Kabir Bedi et Tenzing Sonam.

## Filmographie
En 1992, avec Tenzin Sonam, elle a réalisé La réincarnation de Khensur Rinpoché. Le film est au sujet de la cherche la réincarnation du défunt Khensur Rinpoché. 
En 1997, elle réalise A Stranger in My Native Land. 
Sonam et Ritu Sarin ont également réalisé les documentaires Le Cirque de l'Ombre : la CIA au Tibet (1998) et Trials of Telo Rinpoche (1999) commandée par la BBC .
En 2003, elle est directrice associée de In Othello. 
Tenzin Sonam et Ritu Sarin ont également dirigé et produit le film Dreaming Lhasa sortit fin 2004. Le film raconte l'histoire d'une réalisatrice tibétaine, venant des États-Unis à Dharamsala, où elle rencontre l'amitié mais aussi la frustration de la diaspora tibétaine en Inde. Un nouvel arrivant du Tibet recherche un résistant disparu.
En 2009, elle a réalisé Tibet, le combat pour la liberté.
| Année | Film                                                    |
| ----- | ------------------------------------------------------- |
| 1985  | The New Puritans: The Sikhs of Yuba City                |
| 1991  | The Reincarnation of Khensur Rinpoche                   |
| 1992  | Tibet                                                   |
| 1993  | The Trials of Telo Rinpoche                             |
| 1997  | Fish Tales                                              |
| 1997  | A Stranger in My Native Land                            |
| 1998  | The Shadow Circus: The CIA in Tibet                     |
| 1999  | Big Treasure Chest for Future Children: Tibet           |
| 2005  | Dreaming Lhasa                                          |
| 2007  | The Thread of Karma                                     |
| 2009  | The Sun Behind the Clouds: Tibet's Struggle for Freedom |
| 2012  | When Hari Got Married                                   |
| 2018  | The Sweet Requiem (Kyoyang Ngarmo)                      |